# Nick Ffrost
Nick Ffrost (n. 14 august 1986, Mackay, Queensland, Australia) este un înotător ce a reprezentat Australia, medaliat olimpic. A participat la o ediție a Jocurilor Olimpice (2008) în care a câștigat două medalii de bronz.